# 若林勝雄
若林 勝雄（わかばやし まさお、1939年または1940年 - ）は、日本の政治家。自由民主党所属の元大阪府議会議員、元大阪府議会議長。旭日小綬章受章者。

## 来歴
大阪府議会議員初当選後、一度は議員を離れたが1991年 (平成3年) 大阪府議会議員に党公認候補として出馬し再選。1995年の選挙からは常に次点に大差をつけて圧勝し、2004年5月からの1年間は半田實副議長とともに第100代大阪府議会議長を務めた他、以降2011年まで5期連続で務めた。

## 選挙歴
- 1991年4月 大阪府議会議員選挙 大阪市阿倍野区選挙区 (定数1) で再選[3]
- 1995年4月 大阪府議会議員選挙 大阪市阿倍野区選挙区 (定数1) で当選[4]
- 1999年4月 大阪府議会議員選挙 大阪市阿倍野区選挙区 (定数1) で当選[5]
- 2003年4月 大阪府議会議員選挙 大阪市阿倍野区選挙区 (定数1) で当選[6]
- 2007年4月 大阪府議会議員選挙 大阪市阿倍野区選挙区 (定数1) で当選[7]

## 栄典
- 2016年4月 平成28年春の叙勲で旭日小綬章を受章[2]